# Bertha Züricher

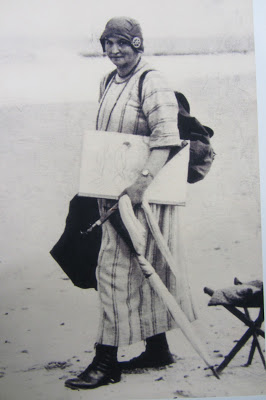
Bertha Züricher, 1925

Bertha Züricher (Berna, 20 de marzo de 1869-ibídem, 7 de octubre de 1949) fue una escritora, pintora y grabadora suiza.

## Biografía
Creció en Berna, su padre era el juez del tribunal supremo y excoronel y editor de periódicos Friedrich Alfred Züricher (1837-1887). 
Bertha Züricher pintó montañas y paisajes, retratos infantiles, acuarelas y grabados en madera. Fue columnista de Die Berner Woche in Wort und Bild: ein Blatt für heimatliche Art und Kunst.
Su obra se exhibió en la Société nationale des beaux-arts y en 1928 publicó Postkarte, Herrn Wartman 